# دوره ادوارد
دوره ادوارد (انگلیسی: Edwardian era) یا عصر ادوارد، عنوان دوره‌ای است در تاریخ انگلستان که دوران سلطنت کوتاه ادوارد هفتم از ۱۹۰۱ تا ۱۹۱۰ را شامل می‌گردد. پس از مرگ ملکه ویکتوریا در ژانویهٔ ۱۹۰۱، دوره ویکتوریا نیز به پایان رسید و پادشاه جدید، ادوارد هفتم وارث عصر جدید و مدرنی گردید که تحت تاثیر شیوه‌هایی از هنر و سبک‌های مختلف در قارهٔ اروپا بود.

## نگارخانه

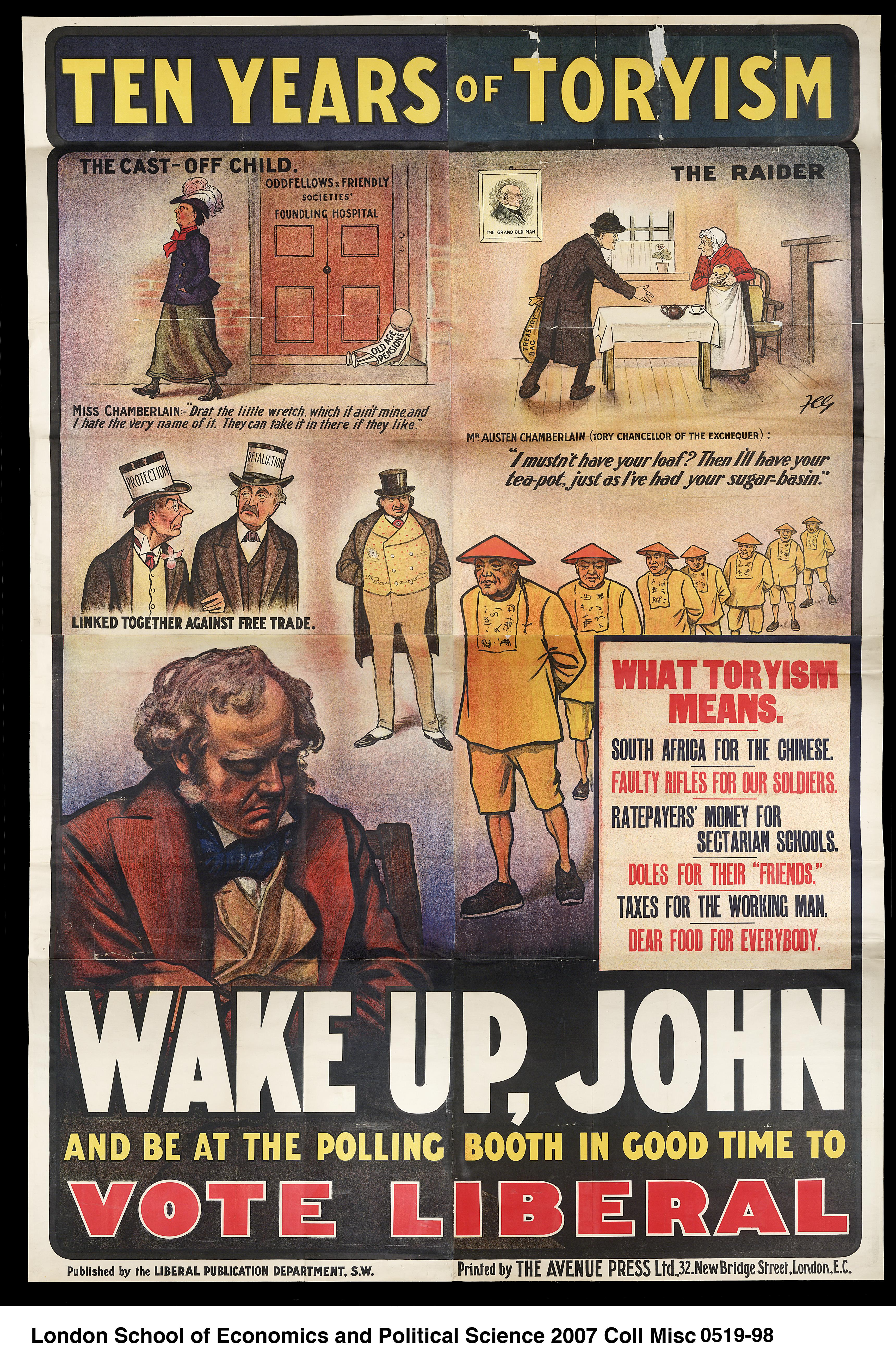
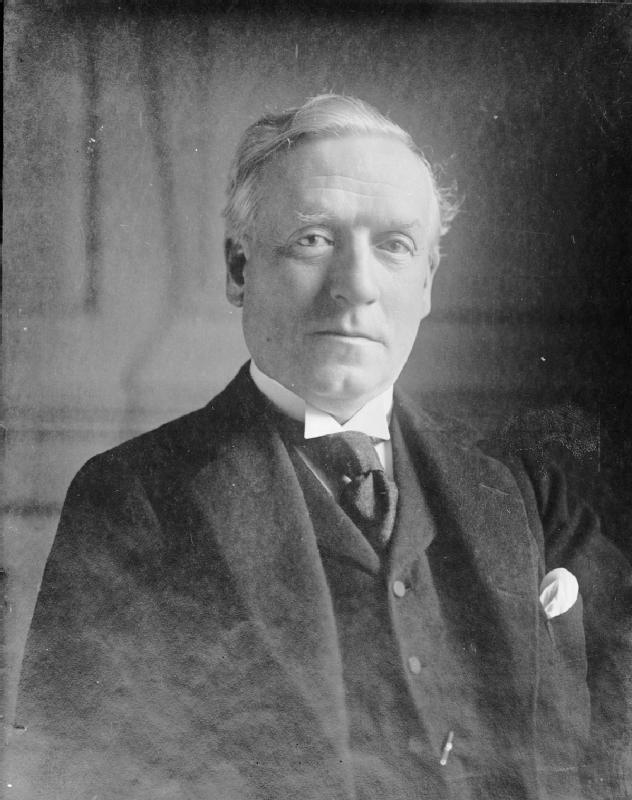
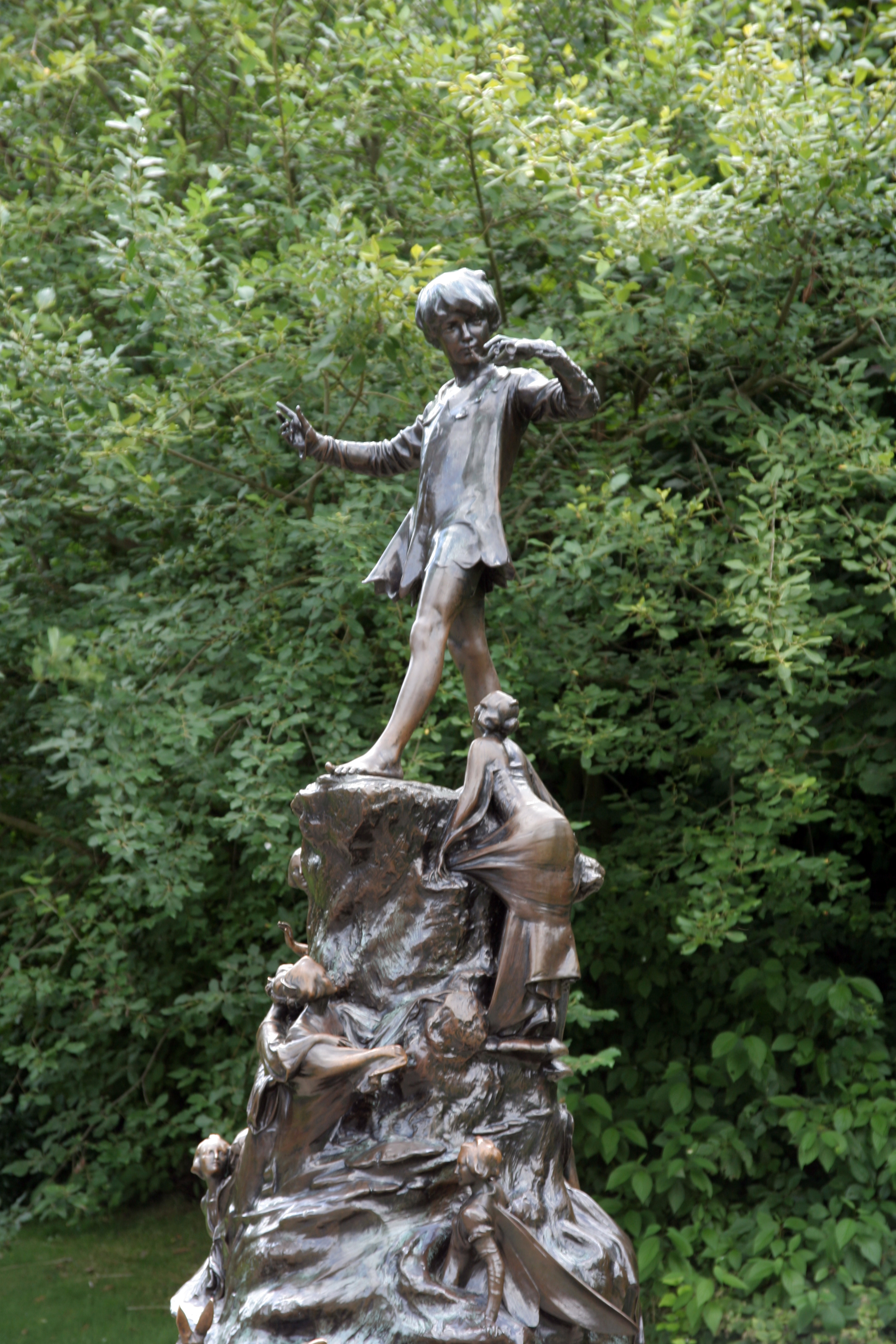
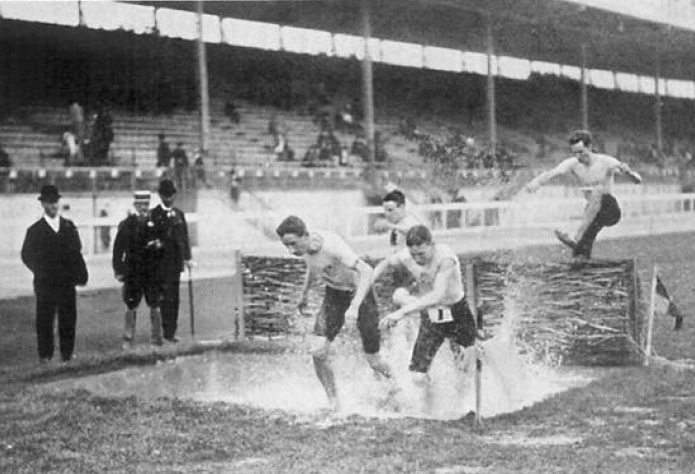